# Bitwa pod Vesontio
Bitwa pod Vesontio – starcie zbrojne, które miało miejsce w 68 roku n.e. w Galii, na terenach dzisiejszej Francji.

## Sytuacja przed bitwą
Przez cały 67 rok rósł w Rzymie opór przeciwko Neronowi, nieobecnemu w stolicy i bawiącego w Grecji. Na początku 68 roku namiestnik Galii Lugduńskiej, Juliusz Windeks (Gaius Iulius Vindex) wywołał powstanie przeciwko władzy cesarza. Opowiedział się w ten sposób przeciw hulaszczemu trybowi życia cesarza, stając po stronie senatu i rzymskiego ludu i chroniąc tradycyjne wartości przeciw zakusom tyrana. Rozprowadzał pisma potępiające cesarza i bił denary z symbolami SPQR, Marsem, Herkulesem i Jowiszem (sportretowanymi jako zbawcy ludu rzymskiego). Popierany był również przez niższe warstwy społeczeństwa, w tym niezromanizowanych Galów z których się wywodził (etnicznie był prawdopodobnie Baskiem, z królewskiego rodu). W listach nakłaniał do buntu innych, w tym również leciwego (71 lat) namiestnika Hiszpanii Tarrakońskiej – Galbę (Servius Sulpicius Galba, cesarz rzymski od 9 czerwca 68 roku), ale ten wahał się, pomimo że uważany był powszechnie za głównego kandydata. 

## Bitwa pod Vesontio
Namiestnik Germanii Górnej – Lucjusz Werginiusz Rufus wkrótce wystąpił przeciwko Windeksowi. Ten zaś porzucił oblężenie Lyonu i ruszył naprzeciw. Do decydującej bitwy doszło prawdopodobnie pod koniec maja. Wojska Windeksa zostały doszczętnie rozbite pod murami Vesontio. 
Istnieją różne interpretacje postawy Rufusa. Tacyt wspomina, że legiony Górnego Renu najdłużej pozostawały wierne Neronowi. Z kolei według Kasjusza Diona i Plutarcha starcie pod Vesontio było częściowo nieporozumieniem. Windeksowi udało się przekonać do buntu również Rufusa, ale kiedy maszerował chcąc zająć miasto został omyłkowo zaatakowany. W tej sytuacji pewną rolę mogły odegrać waśnie pomiędzy legionistami, a galijskimi stronnikami Windeksa.

## Konsekwencje
W następstwie tych wydarzeń Galba obwołał się cesarzem i po samobójczej śmierci Nerona wkroczył od Rzymu. Zapoczątkowało to okres szybkich przetasowań na szczycie władzy ("rok czterech cesarzy"). W styczniu 69 roku, po spisku pretorian i śmierci Galby, cesarzem został Othon, który w trzy miesiące później popełnił samobójstwo. Jego przeciwnik, Witeliusz, został zaś z końcem roku obalony przez wojska Wespazjana, który przywrócił spokój w państwie.